# Franz Halder
Franz Halder (Würzburg, 1884. június 30. – Aschau im Chiemgau, 1972. április 2.) német katonatiszt, a német szárazföldi hadsereg (Heer) vezérkarának (Oberkommando des Heeres) főnöke 1938 és 1942 között. Ezt követően Hitlerrel való nézeteltérései miatt elbocsátották, 1944-ben a Hitler ellen elkövetett merénylet után letartóztatták.

## Fiatalkora
Würzburgban született 1884-ben, apja Maximilian Halder tábornok, anyja Matilda Steinheil. Felmenői már 300 éve a bajor hadseregben szolgáltak.
1902. július 14-én belépett a ambergi 3. bajor királyi tábori tüzérezredbe, amelynek parancsnoka abban az időben apja volt. Münchenben végezte a hadiakadémiát, 1904-ben végzett és előléptették hadnaggyá. 1906-1907 között tüzérségi akadémiát, 1911 és 1914 között pedig a vezérkari akadémiát végezte el, utóbbit évfolyamelsőként.
1907-ben feleségül vette Gertrud Erlt, aki szintén katonacsaládból származott. A házaspárnak három lánya született.

## Első világháború

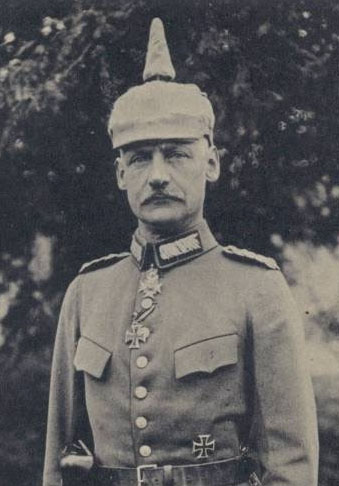
Rupprecht bajor koronaherceg

Az első világháború kezdetén Halder tüzérségi tisztként a 3. bajor hadtest főhadiszállásán teljesített szolgálatot. 1915. január 15-én kinevezték a 6. bajor hadtest vezérkari főnökévé, majd augusztus 9-én előléptették századossá és áthelyezték a 6. német hadsereg vezérkarához (a hadsereg parancsnoka abban az időben Rupprecht bajor koronaherceg volt). 1917 során a 2. hadsereg vezérkarában szolgált, mielőtt áthelyezték a 4. hadsereghez.
A háború alatt számos kitüntetést kapott személyes bátorságáért: 1914. szeptember 14-én megkapta a Vaskereszt másodosztályú fokozatát, 1914 december 15-én a bajor katonai érdemrend 4. fokozatát, 1915. december 22-én a Vaskereszt első osztályú fokozatát, 1917-ben a szász Albert-rend első osztályú lovagkeresztjét, 1918-ban az osztrák katonai érdemrend III. fokozatát, illetve a Hohenzollernek házi rendjének lovagkeresztjét.

## A két világháború között

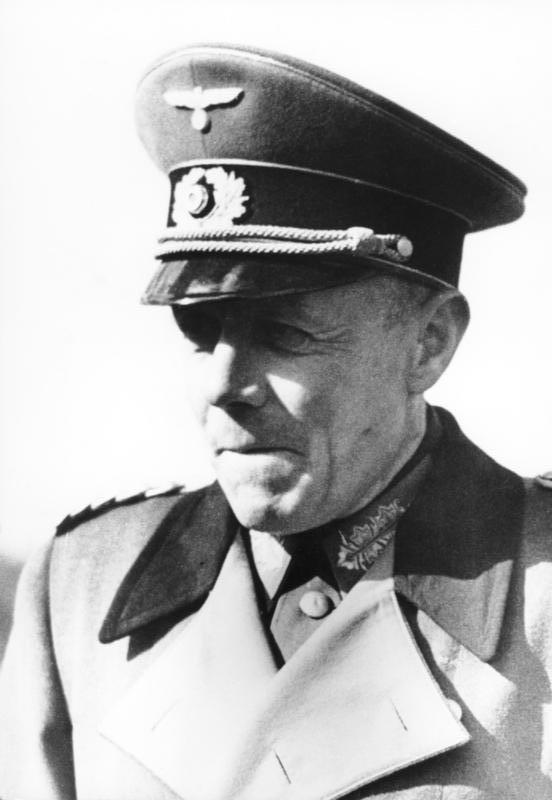
Ludwig Beck tábornok

A világháború befejezése után Halder a weimari köztársaság védelmi minisztériumában szolgált, mint a taktikai kiképzésért felelős tiszt. 1922-ben őrnaggyá, 1931-ben ezredessé léptették elő.
Az 1933-as náci hatalomátvételtől Halder megpróbálta távol tartani magát. 1934-ben előléptették vezérőrnaggyá. 1935. október 15-én a müncheni 7. lövészhadosztály parancsnokává. Ebben az időszakban számos támadás érte a náci párttagok részéről. 1936. augusztus 2-án altábornaggyá léptették elő.
Hitlerrel a hadsereg egyik nagyobb gyakorlatán ismerkedett meg személyesen. 1938 februárjában kinevezték a tüzércsapatok főparancsnokává. Ugyanezen év augusztusában lemondott tisztségéről Ludwig Beck tábornok, a hadsereg vezérkari főnöke, aki élesen ellenezte Hitler háborús terveit (mivel azokat korainak találta). Hitler ekkor szeptember 1-től Haldert nevezte ki a vezérkari főnöki posztra.

## A második világháborúban

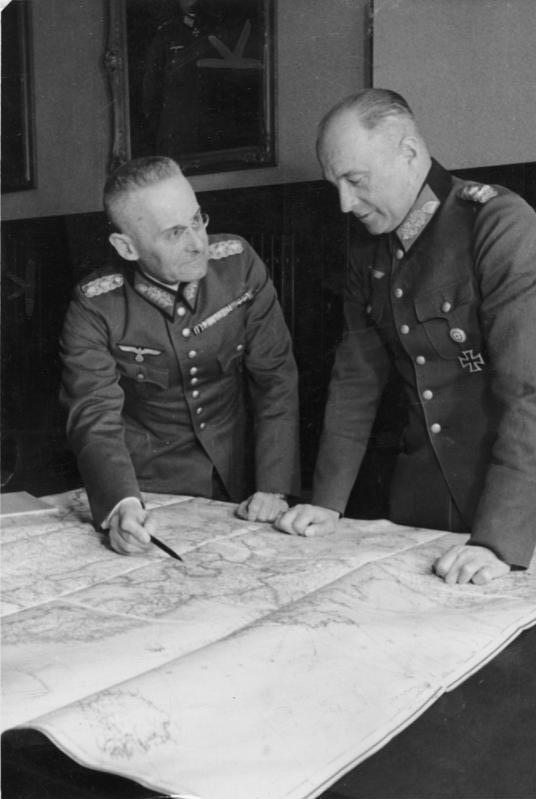
Franz Halder tábornok (balra), vezérkari főnök megbeszélése Walther von Brauchitsch tábornokkal, a lengyelországi hadjárat idején.

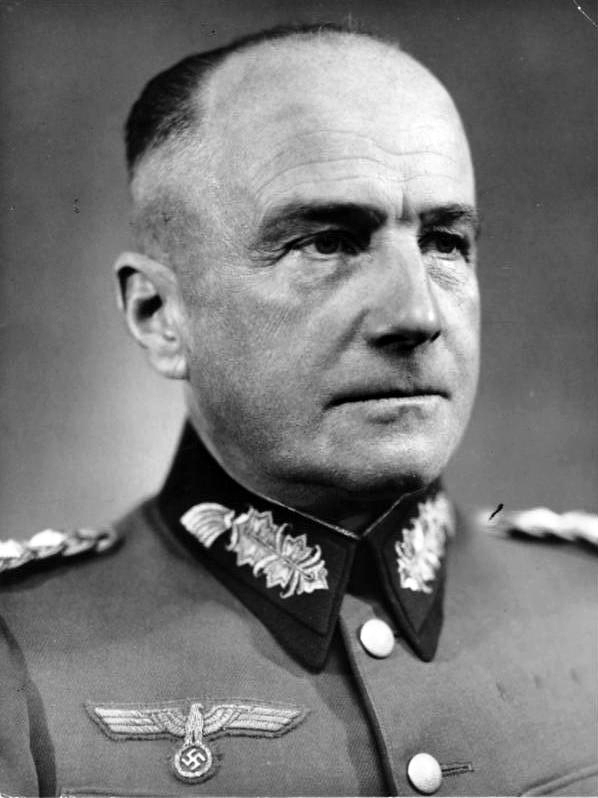
Walther von Brauchitsch tábornok

A szárazföldi haderő vezérkarának parancsnokaként Halder részt vett a világháború első éveiben lefolytatott német hadjáratok (Fall Weiss, Unternehmen Weserübung, Westfeldzug, Fall Barbarossa terveinek kidolgozásában és végrehajtásában. A lengyel hadjárat sikeres befejezése miatt Hitler 1939. október 27-én a Vaskereszt Lovagkeresztjével tüntette ki.
A lengyel hadjárat befejezése után nem sokkal Hitler utasítást adott a Franciaország elleni hadjárat (Westfeldzug) terveinek kidolgozására. A Halder irányítása alatt kidolgozott tervek a szövetséges erők elleni frontális támadást vázoltak fel Belgiumon keresztül. A terv kevés sikerrel és jelentős veszteségekkel, rossz esetben a német hadsereg pusztulásával kecsegtetett, ezért a hadsereg vezérkara Hitler ellen fordult. Állítólag egy összeesküvés is készült Hitler ellen, amely szerint a hadsereg főparancsnoka, Walther von Brauchitsch tábornok parancsot adott volna Hitler letartóztatására, amikor utóbbi kiadja a parancsot a Franciaország elleni támadásra. A tervet később Erich von Manstein elképzelései alapján módosították és nagyarányú páncélos támadásokkal tervezték áttörni a francia védelmi vonalakat Sedan térségében. A terv sikerrel járt, a május 10-én meginduló német támadás május végére a francia és brit haderő katasztrofális vereségét hozta. A hadjárat befejezése után Haldert előléptették vezérezredessé.
Mint azt naplójában lejegyezte, a hadsereg vezérkara 1940. június 25-én már megkezdte egy, a Szovjetunió elleni támadás terveinek kidolgozását, hogy „kikényszerítsék Németország vezető szerepének elismerését Európában”. Az „Otto” fedőnevű tervek alapján kezdték meg Kelet-Európában a közúti és vasúti hálózat fejlesztését, hogy lehetővé tegyék a hadjárathoz szükséges személyi állomány és haditechnikai eszközök felvonulását. Július 21-én már Hitler is azt kérte a vezérkartól, hogy „aktívan kezeljék az orosz problémát” és „tegyenek mentális előkészületeket”. A tervezés során Halder azzal számolt, hogy 80-100 német hadosztály egy 4-6 hetes villámháborúban vereséget mér a Vörös Hadseregre és német ellenőrzés alá vonja a Baltikumot, Ukrajnát és északon a Finnországgal határos területeket. December 5-én Halder megmutatta a tervek első változatát Hitlernek, aki utasította a munka folytatására. Halder naplójában feljegyezte: „Otto: a tervünk alapelveivel megegyező előkészületek teljes gőzzel”. Hitler 1940. december 18-án kiadta 21. számú hadműveleti utasítását a Wehrmacht legfelsőbb parancsnoksága számára a Fall Barbarossa fedőnevű hadművelet megtervezésére és a vonatkozó előkészületek végrehajtására.
1941 decemberében Hitler leváltotta von Brauchitsch tábornokot a hadsereg éléről és saját maga vette át a posztot. Haldernek nem tetszett, de mégis megtartotta posztját, mivel véleménye szerint itt tudta legjobban befolyásolni a háború menetét.
1942 nyarán Halder számos alkalommal közölte Hitlerrel, hogy alábecsüli a Vörös Hadsereg erejét, Hitler mindvégig azon a véleményen volt, hogy az oroszokat megtörték. Halder emellett azt is ellenezte, hogy Erich von Manstein 11. hadseregét a leningrádi ostromba irányítsák át, illetve a kaukázusi térség ellen készülő német támadást elhibázottnak tartotta. 1942. szeptember 29-én Hitler menesztette a vezérkar éléről, mivel Halder egyre gyakrabban adott hangot nézetbeli különbségeinek és Hitler szerint elveszítette a háború folytatásához szükséges agresszív mentalitást. Haldert tartalékos állományba helyezték és már nem is kapott aktív katonai megbízatást a háború végéig.
Az 1944. július 20-án Hitler ellen elkövetett sikertelen merényletkísérlet után az SS szisztematikus kínzással próbálta felderíteni az összeesküvőket. Ekkor derült fény arra, hogy 1938-ban Halder már részt vett egy Hitler-ellenes konspirációban. Haldert feleségével és legidősebb lányával letartóztatták és a flossenbürgi internálótáborban tartották fogva. 1945. január 31-én hivatalosan is elbocsátották a hadseregtől. A háború vége előtt nem sokkal a dachaui koncentrációs táborba szállították át, majd más magas rangú foglyokkal együtt az SS Dél-Tirolba hurcolta. Haidert és feleségét 1945. május 4-én a Wehrmacht katonái szabadították ki az SS-őrök fogságából, majd pedig átadták az amerikai hatóságoknak. A következő két évet hadifogolytáborban töltötte.

## Fordítás
Ez a szócikk részben vagy egészben  a   Franz Halder című angol Wikipédia-szócikk ezen változatának fordításán alapul.  Az eredeti cikk szerkesztőit annak laptörténete sorolja fel. Ez a jelzés csupán a megfogalmazás eredetét és a szerzői jogokat jelzi, nem szolgál a cikkben szereplő információk forrásmegjelöléseként.